# Le Retour de Chucky
Série Chucky
La Malédiction de Chucky
(2013) Chucky (série télévisée)
(2021)
Pour plus de détails, voir Fiche technique et Distribution.
Le Retour de Chucky (Cult of Chucky) est un film d'horreur américain réalisé par Don Mancini et sorti en 2017 directement en vidéo. Il s'agit du septième volet de la franchise mettant en scène le personnage de Chucky. Ce dernier est à nouveau doublé en anglais par Brad Dourif, avec dans les seconds rôles Fiona Dourif, Alex Vincent, Jennifer Tilly et Summer H. Howell, tous déjà au générique des volets précédents.
Le film prend place quatre ans après les événements de La Malédiction de Chucky, Nica est enfermée dans un asile psychiatrique après avoir été condamnée à tort pour le meurtre de sa famille. Quand une nouvelle poupée Brave Gars fait son apparition dans un but thérapeutique, une nouvelle série de meurtres se produit aussitôt. Andy Barclay est le seul à pouvoir venir en aide à Nica et vaincre Chucky, une bonne fois pour toutes.
Le film a été présenté pour la première fois au London FrightFest Film Festival le 24 août 2017 et est sorti dans des versions censurée et non censurée chez Universal Pictures Home Entertainment en Blu-ray, DVD et VàD en octobre 2017. Les ventes de DVD et de Blu-ray ont rapporté 2 millions de dollars.

## Synopsis
Quatre ans après les événements de La Malédiction de Chucky, Andy Barclay, devenu un adulte, détient dans une cachette secrète la tête originale de Chucky, consciente et déformée après avoir été torturée à plusieurs reprises par Andy en représailles de ses crimes.
Pendant ce temps, Nica Pierce a passé les quatre dernières années dans un établissement psychiatrique après avoir été inculpée à la place de Chucky pour les meurtres de sa famille. Après la thérapie, elle pense maintenant qu'elle est responsable des meurtres et que Chucky était une manifestation de sa psychose. Le docteur Foley, le médecin de Nica, l'a transférée à l'hôpital psychiatrique à sécurité moyenne de Harrogate. En thérapie de groupe, Nica rencontre Malcolm, un homme souffrant de trouble d’identité multiple : Angela, une vieille femme qui se croit morte ; Claire, une femme qui a incendié sa maison ; et Madeleine, une patiente qui a étouffé son fils en bas âge. Le Dr. Foley introduit une technique impliquant une poupée Brave Gars. La poupée inquiète la plupart des patients, à l'exception de Madeleine, qui la traite comme son bébé. Nica reçoit la visite de Tiffany Valentine, la tutrice légale de sa nièce Alice. Elle est dévastée lorsque Tiffany l'informe qu'Alice est décédée, apparemment d'un cœur brisé. Tiffany laisse à Nica une poupée Brave Gars, qu’elle prétend être un cadeau d’Alice. Cette nuit-là, Chucky se réveille et découvre que Nica a tenté de se suicider. Le lendemain matin, Nica découvre que ses poignets ont été recousus, avec un message écrit avec du sang disant "Pas si vite !". Elle découvre qu'Angela a été tuée, laissant le message écrit avec du sang "Chucky l'a fait." Après avoir réalisé que Valentine était le nom de famille de l'ex petite amie de Charles Lee Ray, Nica comprend que Chucky est bien réel. Craignant que Madeleine soit en danger, Nica a demandé à Malcolm de la prévenir. Nica observe de la fenêtre Madeleine qui jette la poupée (Chucky faisant un doigt d'honneur à Nica) dans un trou de tombe vide, Malcolm sort la poupée de la tombe vide, puis les infirmiers délivrent Malcolm. Chucky tue Claire en la décapitant en faisant exploser la verrière du plafond avec une bouteille d'oxygène comprimée.
Andy apprend les meurtres en ligne et se rend compte que Chucky a réussi à transférer son âme dans plusieurs corps à la fois.
Lors d'une séance privée avec Foley, Nica a accepté d'être hypnotisée afin de pouvoir accéder aux souvenirs réprimés concernant son implication dans les meurtres. Foley, qui a abusé sexuellement de Nica, est frappé par derrière par Chucky. Foley pense que c'est Nica qui l'a agressé, mais il est disposé à rester silencieux afin de la faire chanter contre des faveurs sexuelles. Madeleine étouffe sa poupée Brave Gars avec un oreiller, la forçant à faire face aux répercussions de la mort de son véritable enfant. Les préposés à l’ordre enterrent la poupée pour apaiser Madeleine.
Déterminé à mettre fin au carnage et à sauver Nica, Andy s'engage dans cette institution en prenant d'assaut l'un des agents de sécurité. Carlos, un infirmier, remet un colis à Foley : une autre poupée Brave Gars. Madeleine reçoit la visite de sa propre poupée, qui vient de sortir de la tombe, et laisse la poupée la tuer afin qu'elle puisse enfin être avec son bébé. Foley tente d'attaquer Nica mais est assommé par l'une des poupées Chucky. La poupée Chucky réveille la poupée envoyée par Andy. Les trois Chucky révèlent que le premier Chucky a trouvé un sort vaudou sur Internet, ce qui lui a permis de séparer son âme en plusieurs corps hôtes. Alice était l'un des corps hôtes, mais elle a été tuée par une victime qui s'est défendue. Toutes les poupées tuent ensuite Carlos devant Nica.
Tiffany revient à l'hôpital et tue un agent de sécurité en lui tranchant la gorge. Un des Chucky transfère son âme à l'intérieur du corps de Nica, donnant à son corps la possibilité de marcher à nouveau. Pour venger Nica, il piétine ensuite la tête de Foley, utilisant des talons hauts que Foley avait donné à Nica plus tôt, le tuant. Il tombe sur Malcolm, qui a avoué avoir tué l'infirmière Ashley, puis est tué par le Chucky de Madeleine. Chucky, aux cheveux courts, attaque Andy, mais Andy se penche dans la poitrine de la poupée et sort un revolver qu'il a caché là. Il tire sur la poupée avant de piétiner sa tête, le tuant. Il tire ensuite sur Nica, possédée par Chucky, seulement pour découvrir qu'il ne lui reste plus de munitions. L’établissement entier est verrouillé, ce qui conduit Andy à rester enfermé dans sa cellule, la poupée Chucky de Madeleine à rester caché et à tuer quiconque osera rentrer dans l'hôpital et l’évasion de Nica, possédée par Chucky. Nica, possédée par Chucky, retrouve Tiffany à l'extérieur de l'hôpital avant de partir avec elle ainsi que la poupée Tiffany, révélée également vivante, vraisemblablement avec l'âme d'Alice à l'intérieur.
Dans une scène post-générique, l'ancienne sœur adoptive d'Andy, Kyle, entre dans la maison d'Andy après avoir été envoyée par Andy pour continuer à torturer la tête décapitée du Chucky original afin qu'il lui dise où Andy se trouve pour qu'elle puisse aller le sauver.

## Fiche technique
- Titre original : Cult of Chucky
- Titre français et québécois : Le Retour de Chucky
- Réalisation et scénario : Don Mancini
- Musique : Joseph LoDuca
- Photographie : Michael Marshall
- Montage : Randy Bricker
- Production : David Kirschner et Ogden Gavanski
- Société de production : Universal 1440 Entertainment
- Société de distribution : Universal Studios Home Entertainment
- Pays de production :  États-Unis
- Format : Couleurs - 1,85:1
- Genres : Horreur, fantastique, slasher
- Durée : 91 minutes
- Budget: 2 000 000 USD
- Dates de sortie :  
  - États-Unis : 3 octobre 2017[4] (DVD)
  - France : 24 octobre 2017 (DVD)
  - Interdit aux moins de 12 ans

## Distribution
- Brad Dourif (VF : William Coryn) : Chucky (voix)
- Fiona Dourif (VF : Olivia Luccioni) : Nica Pierce
- Alex Vincent (VF : Alexandre Gillet) : Andy Barclay
- Jennifer Tilly (VF : Brigitte Virtudes) : Tiffany Valentine
- Michael Therriault (VF : Alexis Victor) : Dr. Foley
- Zak Santiago (VF : Fabien Jacquelin) : Carlos
- Grace Lynn Kung (VF : Alice Taurand) : Claire
- Elisabeth Rosen (VF : Jessica Monceau) : Madeleine
- Adam Hurtig (VF : Patrick Mancini) : Malcolm
- Summer H. Howell (VF : Adeline Chetail) : Alice Pierce
- Marina Stephenson Kerr (VF : Cathy Diraison) : Angela
- Allison Dawn Doiron (VF : Véronique Picciotto) : Rachel
- Ali Tataryn : Ashley
- Christine Elise (VF : Juliette Degenne) : Kyle (caméo)

 Source et légende : version française (VF) sur RS Doublage
Version française
- Société de doublage : Nice Fellow
- Mixage : Nice Fellow
- Direction artistique : Juliette Degenne

Version québécoise
Ce film et la série qui lui succède ne possèdent pas de doublage québécois.

## Production
Le 5 janvier 2017 la production annonce officiellement le début de la réalisation du septième film de la série Chucky avec le casting principal, le synopsis et un court teaser reprenant des images des précédents films.
En décembre 2013, à la suite de la sortie de La Malédiction de Chucky, Don Mancini a confirmé qu'il envisageait de développer un septième chapitre de la franchise Chucky. En février 2015, Mancini était en train d'écrire le scénario du film. Un an plus tard, Mancini, Jennifer Tilly et Fiona Dourif ont confirmé que le tournage allait bientôt commencer pour le film. En décembre 2016, le bureau de production du film a été ouvert à Winnipeg, au Manitoba, Canada. Le 5 janvier 2017, les locaux, la distribution, le calendrier de production et les détails de la distribution du Retour de Chucky ont été révélés, le tournage devant commencer quatre jours plus tard ]. Dans une interview accordée en octobre 2013, Mancini a révélé que depuis Chucky 3, il avait toujours voulu introduire le concept de "Multiple Chuckys" mais ne pouvait le faire en raison de contraintes budgétaires. Il a finalement utilisé le concept dans Le Retour de Chucky, 26 ans plus tard[réf. nécessaire]

## Critique
(mai 2019).
Le contenu est difficilement compréhensible vu les erreurs de traduction, qui sont peut-être dues à l'utilisation d'un logiciel de traduction automatique.
Sur le site de critique Rotten Tomatoes, le film a obtenu un taux d'approbation de 83% sur la base de 18 critiques et une note moyenne de 6.3 / 10. Une première critique publiée sur Bloody Disgusting était très favorable au film. Benedict Seal a déclaré: "Les septièmes films n'ont pas le droit d'être aussi bons ou novateurs. Le Retour de Chucky prend cette histoire déchaînée dans une foule de nouvelles directions que les fans de franchises ne manqueront pas de prendre au pied.[incompréhensible] Il y a tellement de nombreux plaisirs batshit[incompréhensible], en particulier au fur et à mesure que les choses dégénèrent en finale, mais les gâter, ce serait gâcher le grand carnaval de Mancini et autres.[incompréhensible] Sans aucun doute, Jeu d'enfant est une franchise horrifique qui mérite d'être conservée. Stephen Dalton of The Hollywood Reporter avait également des choses positives à dire sur le film, écrivant: "Les rumeurs frénétiques et les meurtres joyeux vont vite et bien[incompréhensible], avec percements et décapitations, talons hauts et bombes à air comprimé font tous partie de leur répertoire. Les clichés discrets de Mancini, le style passe également à la vitesse supérieure avec son écran divisé au ralenti et ses séquences psycho-lesbiennes déréglées[incompréhensible], comme Brian De Palma avec un budget de film indépendant. Avec un maigre temps de 91 minutes, Le Retour de Chucky est une partie slasher auto-spoofing[incompréhensible], une partie lowbrow bain de sang[incompréhensible] et Scott Mendelson de Forbes a déclaré: "Le Retour de Chucky est soit le dernier chapitre, soit un nouveau départ. Quoi qu'il en soit, la franchise la plus tenace du cinéma d'horreur peut marcher la tête haute." William Bibbiani, écrivant pour IGN, a donné le film 7,4 sur 10, et a précisé: "Trop de suites d'horreur ont l'air d'être bon marché et sans âme. Le Retour de Chucky a de grandes idées, de bonnes performances et des moments qui comptent parmi les meilleurs de la série. Les autres franchises classiques de slasher sont peut-être en train d'échouer, mais ces derniers temps, Chucky fait en sorte que les suites amusantes de l'horreur ressemblent à un jeu d'enfant".

## Suite
En octobre 2017, Don Mancini a exprimé son intérêt pour le retour de Glen / Glenda du film Le Fils de Chucky dans un futur film. La plupart des références au personnage ont été coupées dans Le Retour de Chucky.
En février 2018, il a été annoncé qu'une série télévisée Child's Play était en cours d'élaboration, avec la participation de Don Mancini et du producteur David Kirschner, et devrait constituer une continuation de l'histoire du film. Don Mancini a également déclaré que, outre la série, les longs métrages continueront 
En juillet 2018, Collider a signalé qu'un reboot de la franchise est en cours de développement chez MGM sans la participation d'Universal, de Don Mancini, de David Kirschner ou de Brad Dourif. Lars Klevberg dirigera le film, David Katzenberg et Seth Grahame-Smith en seront les producteurs. Mark Hamill, Gabriel Bateman, Aubrey Plaza et Brian Tyree Henry incarneront les personnages principaux dans le film. L'intrigue comprendrait un groupe d'enfants et une version de haute technologie de la poupée Buddi.